# Antoine de Pluvinel

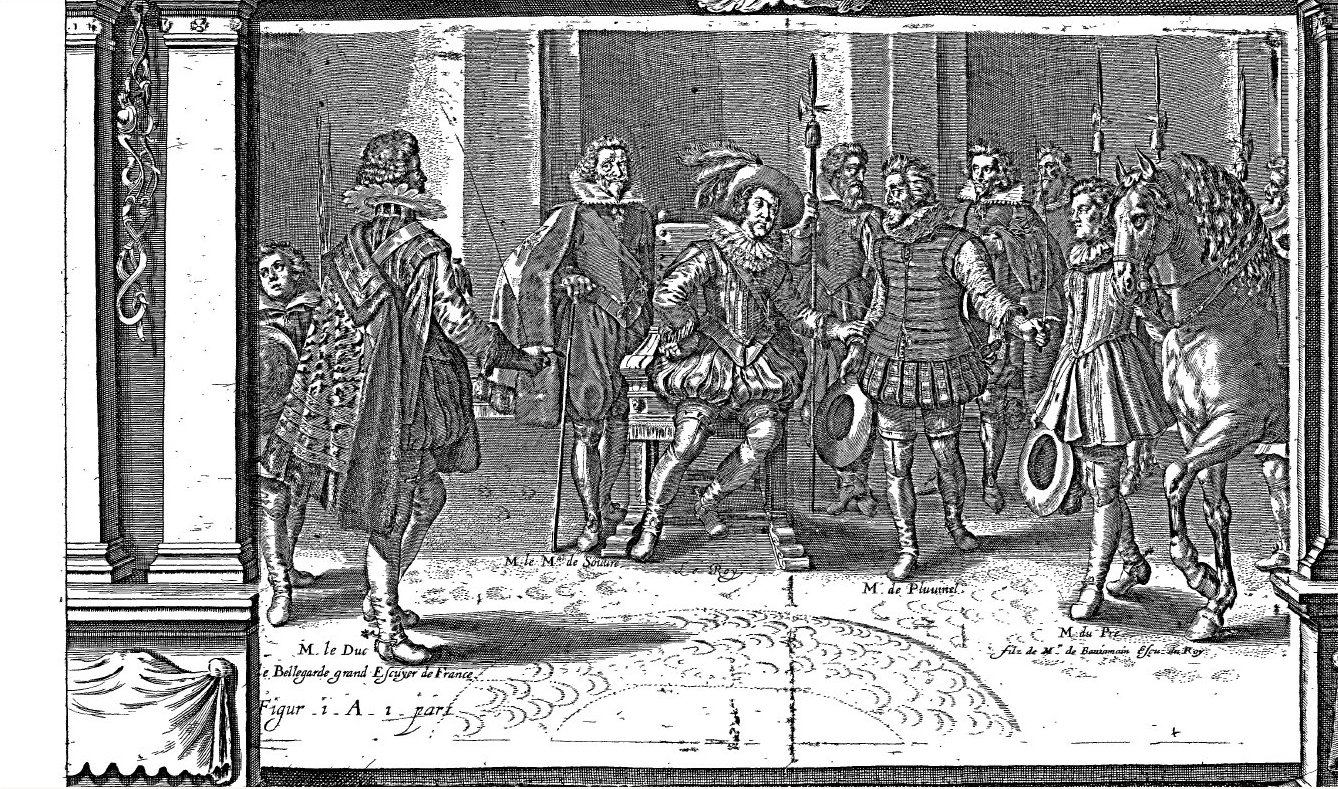
Antoine de Pluvinel geeft les aan koning Lodewijk XIII.

Antoine de Pluvinel (Crest, 1552 - Dauphiné, 24 augustus 1620) was een Fransman die een school bezat om paard te leren rijden. Hij wordt beschouwd als de eerste grote Franse meester van het paardrijden. Zijn leerwijze heeft grote invloed gehad op de hedendaagse dressuur. Zijn bekendste werk is L’Instruction du Roy en l’exercice de monter à cheval ('Instructie van de koning in de kunst van het paardrijden') en hij was docent van koning Lodewijk XIII en Frederik Hendrik graaf van Nassau.

## Levensbeschrijving

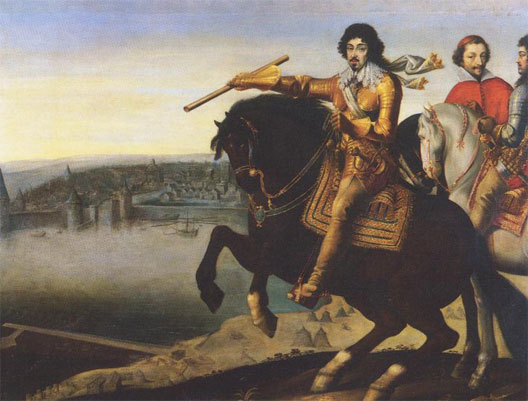
Pluvinel's student, koning Lodewijk XIII.

Antoine de Pluvinel werd geboren in de stad Crest, in de toenmalige provincie Dauphiné in Frankrijk. Toen hij tien of zeventien jaar oud was, vertrok hij naar Italië en leerde er paardrijden onder Giovanni Battista Pignatelli tot 1571 of 1572. Hij keerde vervolgens terug naar Frankrijk om te studeren bij de heer de Sourdis, totdat hij eerste schildknaap werd van de latere koning Hendrik IV van Frankrijk, peetoom van Frederik Hendrik van Nassau, en begeleidde hem naar Polen en Litouwen waar Hendrik de troon besteeg. Na de dood van koning Karel IX keerde Hendrik met Antoine terug naar Frankrijk.
Hendrik III verleende Pluvinel diverse eerbetonen, die vanaf 1589 gecontinueerd werden door koning Hendrik IV, waaronder die van kamerheer, docent van de hertog van Vendôme, gouverneur van Grosse Tour de Bourges en assistent-gouverneur van de dauphin Lodewijk (de latere koning Lodewijk XIII), die hij het paardrijden leerde.
In 1594 stichtte Pluvinel de 'Academie d'Equitation' in de buurt van wat is nu Place des Pyramides. De Franse aristocratie werd er niet alleen getraind in paardrijden, maar ook onder meer in dansen en het dragen van modieuze kleding. Een van zijn leerlingen was Armand Jean du Plessis, de latere kardinaal de Richelieu en eerste minister van koning Lodewijk XIII. Ook William hertog van Cavindish bezocht de academie.
Pluvinel stierf zonder een mannelijke nazaat achter te laten. Zijn naam werd overgedragen op zijn neven La Baume, die toestemming kregen om de geslachtsnaam Pluvinel aan de hunne toe te voegen. In 1693 werden ze markiezen La Baume de Pluvinel.
Pluvinels boek werd postuum gepubliceerd door de Vlaamse graveur Crispijn van de Passe de Jonge en de koninklijke kamerdienaar J.D. Peyrol, eerst in 1623 onder de titel 'Maneige Royal' met talrijke gravures, doch zonder dat de tekst geredigeerd werd. In 1625 werd het boek opnieuw uitgebracht, deze keer geredigeerd door De Pluvinels vriend Menou de Charnizay en kreeg het de naam waar het nu nog om bekendstaat: 'L'Instruction du Roy en l'exercice de monter à cheval' Sindsdien is het boek meerdere keren herdrukt en in verscheidene talen verschenen.

## Theorieën

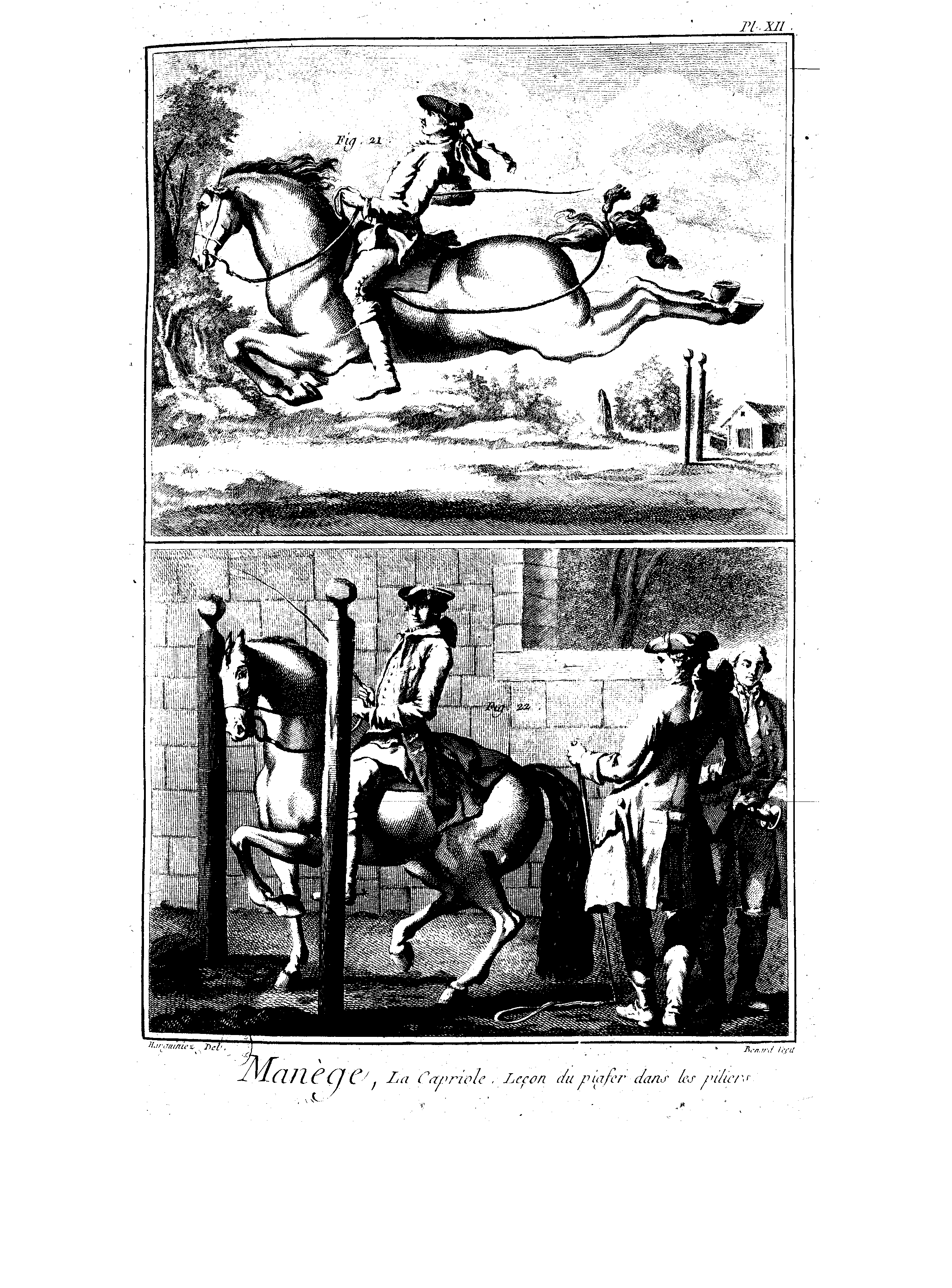
De Pluvinel liet zijn paarden vaak tussen twee pilaren in oefenen.

Pluvinel staat bekend om zijn humane leermethoden. In tegenstelling tot zijn Italiaanse docent Pignatelli, die vaak geweld en een voor het paard erg pijnlijke bit gebruikte om het te laten gehoorzamen. Pluvinel verordonneerde het gebruik van een zachtere bit. Hij vond dat een paard plezier moest hebben om bereden te worden. Op die manier zou volgens hem het paard gracieuzer bewegen. Om dat te bereiken moest van hem een paard liefelijk bejegend worden. Veelvuldig maakte hij in zijn lessen gebruik van de volte.

## Gepubliceerde werken
- Pluvinel, Antoine de; (1623) Maneige royal ou l'on peut remarquer le defaut et la perfection du chevalier, en tous les exercices de cet art, digne des princes, fait et pratiqué en l'instruction du Roy, par Antoine Pluvinel, son escuyer principal ... Le tout gravé et représenté en grandes figures de taille-douce par Crispian de Pas ... , Guillaume le Noir et Melchior Tavernier, Parijs
- Pluvinel, Antoine de; (1625) L'Instruction du Roy en l'exercice de monter à cheval, par messire Antoine de Pluvinel,... Enrichy de grandes figures en taille-douce... desseignées et gravées par Crispian de Pas le jeune, Michel Nivelle, Parijs